# Hero Cruz
Hero Cruz es un personaje ficticio que aparece en los cómics estadounidenses  publicados por la editorial DC Comics. Dentro de la narrativa del Universo ficticio DC, Hero es una representación de un superhéroe gay latino de ascendencia africana. Apareció por primera vez en Superboy and the Ravers (septiembre de 1996) y fue creado por Karl Kesel y Steve Mattsson.
Según Richard T. Rodríguez en Graphic Borders, Hero es una versión actualizada del concepto de superhéroe gay: "A diferencia de la caracterización afeminada anterior de Extraño nueve años antes, Hero Cruz fue diseñado como un personaje que era inequívocamente masculino y que no llevaba su homosexualidad en la manga". 

## Biografía ficticia
Hero (su nombre real, que es griego) apareció por primera vez como miembro del equipo de superhéroes The Ravers, fundado por Superboy. Era un habitual del Event Horizon, una fiesta rave intergaláctica a la que acudían hipsters y fiesteros de toda la galaxia. Aunque al principio no estaba claro qué poderes poseía, si es que tenía alguno, se hizo evidente que su chaleco (que más tarde se reveló que era el "Chaleco de Aquiles") emitía un campo de fuerza que lo protegía de la mayoría de las formas de agresión física. De alguna manera pudo robar esto de la guarida del Carroñero, un villano acumulador que almacena varios artículos y dispositivos del universo de DC Comics.
Hero finalmente perdió su chaleco, pero encontró el aún más interesante "H-Dial" (de Dial H for Hero), y pronto se dio cuenta de que al deletrear HERO en su dial, se le otorgarían los poderes y la personalidad de uno de varios superhéroes, supuestamente fusionándose con ellos usando el hipertiempo.
Desde que adquirió este dispositivo, Hero ha asumido los roles de héroes como BadAxe (un guerrero que empuña un hacha) y Human Justice (una figura poderosa parecida a una deidad). Más adelante en la serie, se convertiría en el musculoso Titanic para impresionar a su compañera de equipo femenina Sparx. Aunque al principio parecía el comienzo de una relación, Hero se fue distanciando cada vez más de ella, hasta llegar a evitarla por completo. No fue hasta que hicieron un viaje al rancho familiar de Sparx en Canadá que finalmente admitió que era gay.
Durante un tiempo, Hero es el compañero del longevo canino Rex, el Perro Maravilla, a quien, según insinúa, había sido encontrado en algún tipo de contenedor de metal.
Cerca del final de la serie Ravers, Sparx comenzó a perder sus poderes y, frustrada, le dijo a Hero que no solo ya no quería ser su amiga, sino que lo que estaba haciendo "no era natural" y estaba "mal". Desde entonces, Hero mantiene una relación con el extraterrestre Leander y ha decidido vigilar a todos los demás en "La Rave".
Hero también fue socio de Titans L.A.

## Poderes y habilidades
El dial H (dial de héroe) le otorga a Hero la capacidad de transformarse en cualquiera de varios superhéroes. Se desconoce el alcance de este poder, pero parece utilizar el hipertiempo. Entre las formas heroicas que ha utilizado están:
- BadAxe
- Human Justice
- Stormfront
- Titanic
- Feathered Serpent
- Hot Head
- Death's Head Moth
- Ferronaut
- Capitán Elástico
- Diamond Lord
- Isis
- Radio Ranger
- Fausto
- Caduceus el sanador
- Viridian Paladin
- Port